# キルタンサス
キルタンサス、キルタンツス（学：Cyrtanthus）はヒガンバナ科に含まれる属の一つ。または、キルタンサス属に含まれる植物の総称。

## 特徴
南部アフリカが原産地の秋植え、もしくは春植えの球根植物である。花筒が目立つ細長い花を咲かせ、種によっては花筒の部分に湾曲がみられる場合もある。常緑性の植物ではあるが、環境によっては休眠する場合がある。中でもマッケニー種（C.mackenii）は、冬でも花を咲かせる種で、冬の花壇の彩りとして用いる事が出来る。また、花茎の先端にまとまった花をつけるので賑やかな印象を受ける。耐暑性、耐寒性ともに比較的強く、丈夫な花である。

## 栽培方法
球根の植え付けは3〜4月か10月〜11月頃に行う。夏咲きの種の花期は5〜8月頃で、冬咲きの種の花期は12〜1月頃にあたる。休眠期を除いて施肥は二週間に一度の頻度で行う。休眠期に入った場合、灌水、施肥は控えめでよい。加湿状態にならないようにする。病害虫には非常に強く、これといったものはない。

## 名称について
属名 Cyrtanthus は、ギリシャ語で cyrt（曲がった）＋Anthos（花）が由来である。また、花の形状に因む。